# 罗纳德·魏格尔
罗纳德·魏格尔（德語：Ronald Weigel，1959年8月8日—），德国男子田径运动员。他曾代表东德、德国参加1988年、1992年和1996年夏季奥林匹克运动会田径比赛，获得二枚银牌和一枚铜牌。